# Ragnar Andersson (konstnär, 1922–2018)
Anders Ragnar Andersson, född 8 februari 1922 i Eldsberga, Hallands län, död 28 november 2018 i Halmstad, var en svensk målare och musiker.
Andersson studerade för Arvid Carlsson vid Essem-skolan i Malmö 1952 och för Georg Suttner på Gerlesborgsskolan. Han debuterade i Hallands konstförenings utställning på Hallands museum 1952, och har därefter medverkat i föreningens höstsalonger regelbundet som utställare och konstdebattör. Separat ställde han bland annat ut i samtliga Nordiska länder, och ett stort antal platser i Sverige. Bland hans offentliga arbeten märks en större väggmålning på Halmstads lasarett och en lekskulptur för ett barndaghem i Halmstad. Hans konst består av porträtt, landskap och interiörer. Han tilldelades Konstnärernas riksorganisations stipendium 1978 och Hallands konstförenings stipendium 1983. Andersson är representerad vid Sveriges allmänna konstförening, Statens konstråd, Våra Gårdar, Halmstads rådhus, Hallands museum, Teckningsmuseet i Laholm och ett flertal kommuner och landsting i södra Sverige. Som musiker medverkade han i TV- och radioframträdanden, han spelade bland annat med Malte Jonssons Lisebergsorkester och Gunnar "Siljabloo" Nilson.